# Gare de Sheffield Midland
La gare de Sheffield Midland, appelée Sheffield,  est une gare ferroviaire du Royaume-Uni, elle est la gare principale de la ville de Sheffield, dans le comté du Yorkshire du Sud en Angleterre. 
Les services à partir de Sheffield sont opérés par East Midlands Trains, CrossCountry, Northern Rail et TransPennine Express. La gare est connectée au réseau de tramway Sheffield Supertram et à la gare routière centrale par un chemin couvert.

## Situation ferroviaire

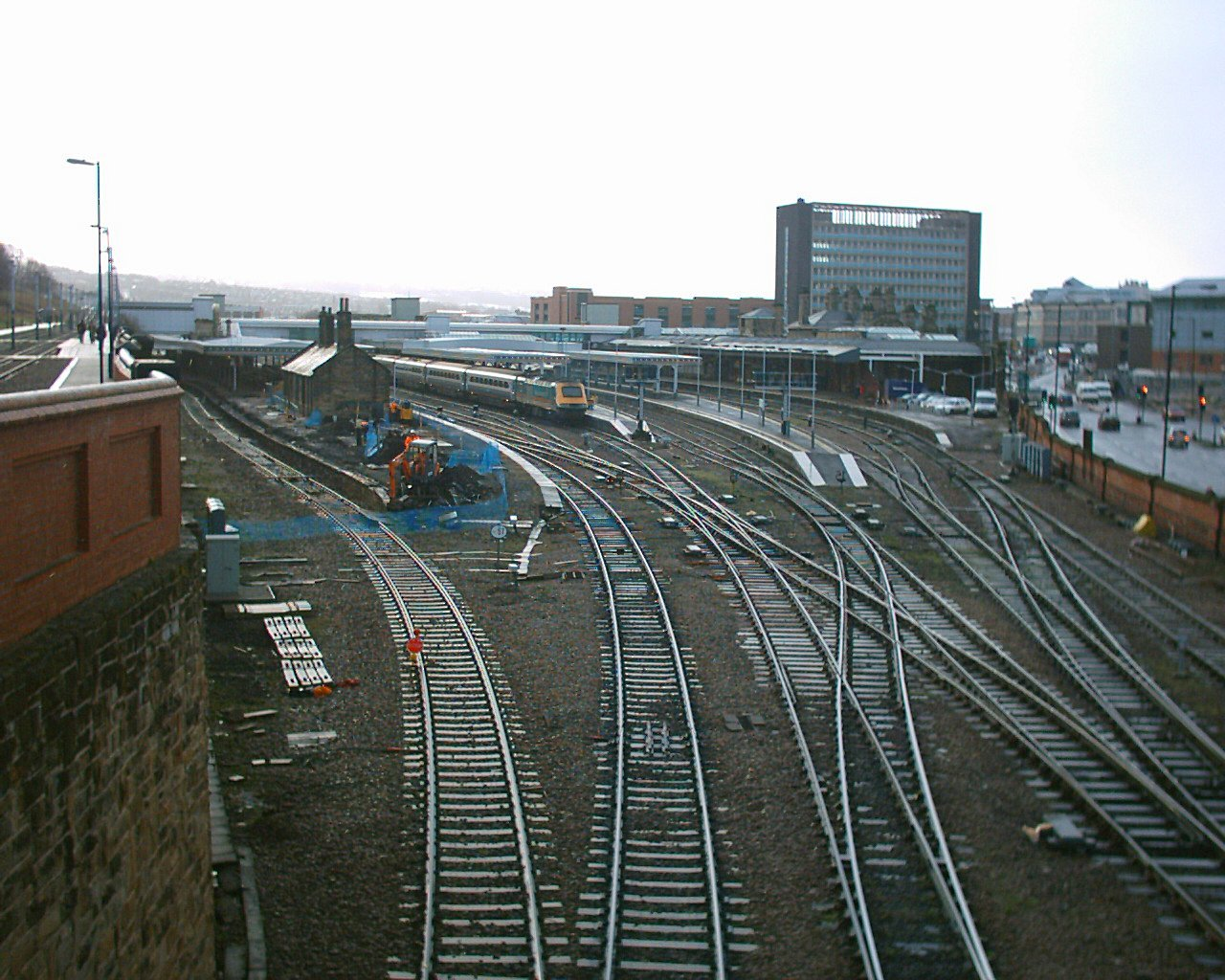
Intérieur de la gare

## Histoire
La gare Midland a été ouverte en 1870 et fut la cinquième gare construite dans le centre-ville de Sheffield. Elle a été construite par le Midland Railway pour servir la nouvelle extension de la grande ligne Midland Main Line. Cette nouvelle ligne remplaça l’ancienne voie qui partait de Sheffield Wicker et qui passait par Rotherham (Masborough).
La gare ouvrit un jour froid et pluvieux sans grandes célébrations. Il y a avait originellement une entrée pour chaque classe de passagers. Les bâtiments de l’époque sont ceux présents entre les plates-formes 2 et 5. La gare de marchandise de Pond Street ouvrit en même temps et était située au Sud-ouest de la gare.
La gare fut donnée deux nouvelles plates-formes et un nouveau bâtiment voyageur en 1905 à un coût de £215,000. Les travaux d’agrandissement consistaient à créer une plate-forme en île à partir de l’ancienne plate-forme 1 et de construire une nouvelle plate-forme 1 plus à l’Ouest.
Des bureaux furent construits au nord d’une canopée de 300 pieds de long. Les services postaux furent logés au sud du nouveau bâtiment. Deux passerelles connectaient toutes les plates-formes, celle au Nord était réservée aux passagers, celle du Sud était réservée aux employés de la compagnie ainsi que pour le transport de chariots. Toutes les voies étaient couvertes par deux grandes canopées en acier et en verre. L’une couvrit les voies 5 et 6, l’autre les voies 1 et 2. Elles furent démontées à l'automne 1956.
Les années 1960 virent l’introduction par British Rail des locomotives diesel de classe 45 et 46, connues sous le nom de Peaks (d’après la chaîne de montagnes à l’Ouest de Sheffield). Sheaf House fut construite afin de loger les quartiers généraux de la Division Sheffield de British Rail au sud de Sheaf Square. En 1984, British Rail introduit le High Speed Train afin de relier la capitale du Yorkshire du Sud à Londres par la Midland Main Line. L’HST avait été introduit aux services Cross Country deux ans plus tôt.

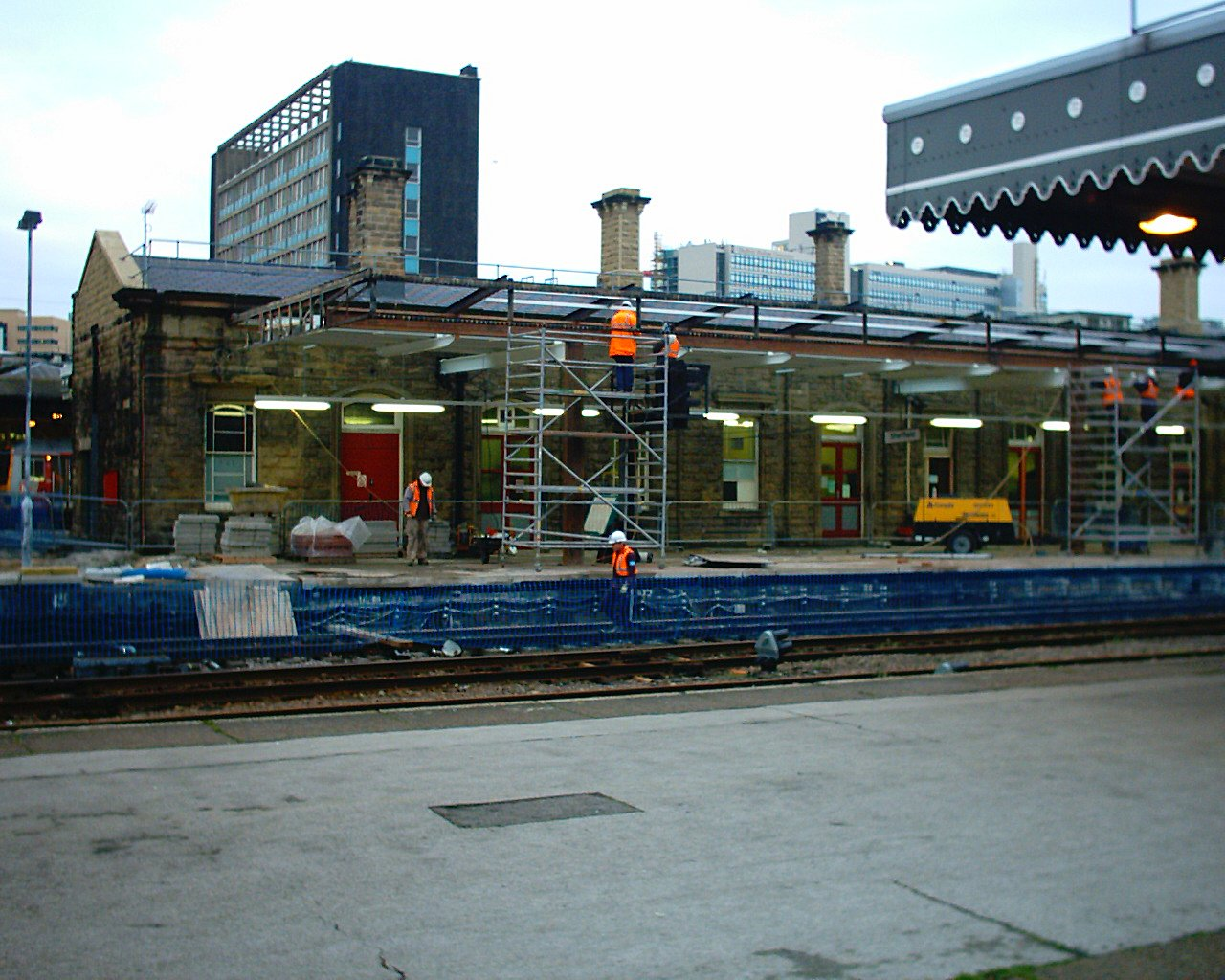
Sheffield en réparation.

En 2002, Midland Mainline, l’opérateur ferroviaire privé responsable de Sheffield et de la ligne pour Londres, commença des travaux de rénovation de la gare. Ces travaux inclurent une nouvelle passerelle, une nouvelle salle des pas perdus, un nouveau revêtement sur les plates-formes, et de nouveaux panneaux d’affichage de destinations. Une partie de ces travaux inclurent la construction d’une nouvelle place piétonne au-dehors de la gare et à un groupe d’archéologues fut donnée l’autorisation de creuser à l’emplacement d’un ancien barrage, présent avant la construction de la gare, nommé Bamford Dam. Le site a maintenant été recouvert et les travaux de construction du Cutting Edge, une statue toute en longueur en acier de Sheffield est en phase de réalisation. La construction d’une nouvelle canopée pour la plate-forme 2C n’a pas encore commencé et est attendu. La fin totale des travaux fut achevée au printemps 2007.

## Plan de la gare
La gare possède 9 quais ou plates-formes, elles sont toutefois numérotées jusqu’à 8. Les services régionaux, opérés par Northern utilisent les plates-formes 1, 3 et 4. Les services CrossCountry utilisent la plate-forme 2 pour les services vers le Nord et la plate-forme 6 pour les trains vers le Sud. East Midlands Trains, dont les trains terminent à Sheffield utilise la plate-forme 5. Les autres services tels que les express Norwich-Liverpool et Sheffield-Manchester utilisent les plates-formes 7 et 2C.

## Galerie d'images

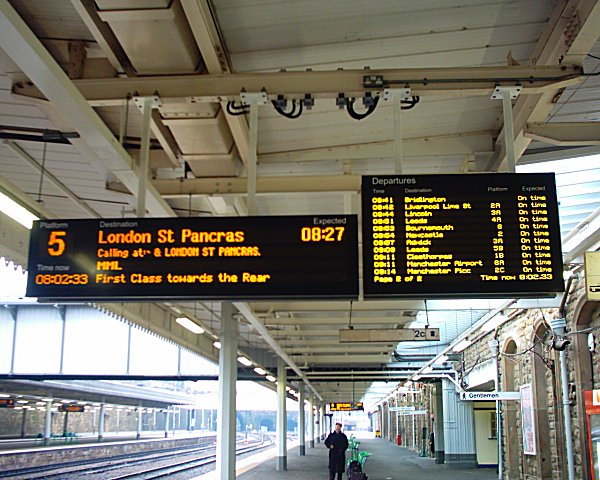
Panneaux destinations.
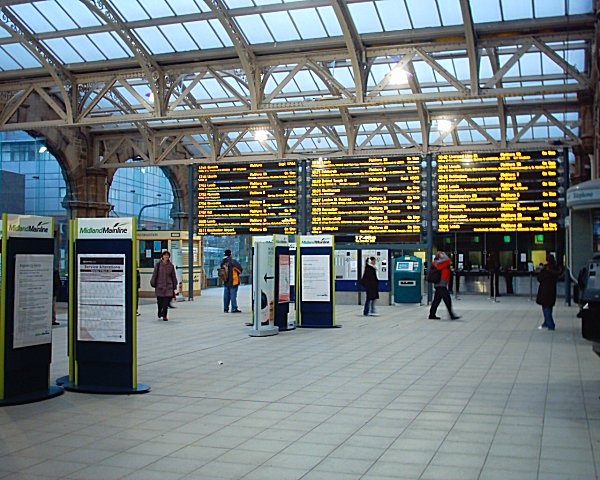
Salle des pas perdus.
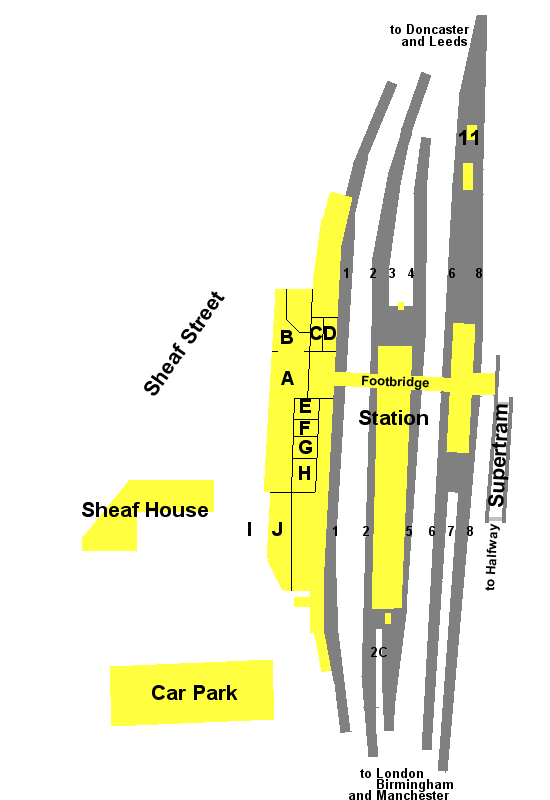
Plan
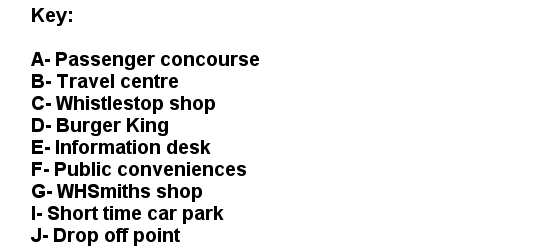
Légende plan

## Traduction
- (en) Cet article est partiellement ou en totalité issu de l’article de Wikipédia en anglais intitulé « Sheffield station » (voir la liste des auteurs).